# Luis Campos-Guereta Martínez
Luis Campos-Guereta Martínez fue un militar español.

## Biografía
Militar profesional, pertenecía al arma de caballería. En julio de 1936 ostentaba el rango de coronel y era comandante del Regimiento de Caballería «Numancia» n.º 6, con base en Vitoria. Tras el estallido de la Guerra civil se unió a la sublevación militar, desempeñando diversos puestos militares durante la contienda. En 1938 fue nombrado comandante de la 50.ª División del Cuerpo de Ejército Marroquí, que estaba a cargo de un sector del río Ebro. Al comienzo de la batalla del Ebro su unidad hubo de hacer frente al grueso del ataque republicano. Ante la presión enemiga la 50.ª División hubo de retroceder, sufriendo además importantes pérdidas. Como consecuencia, Campos-Guereta sería destituido del mando de la unidad, siendo procesado y dado de baja en el Ejército.